# Lázaro de Venialbo
Lázaro de Venialvo (o Benialbo) fue un conquistador nacido en Asunción del Paraguay, a mediados del siglo XVI, que destacó en la lucha contra los aborígenes charrúas y mató a su cacique, Zalpicán, que tenía fama por su bravura.
Fue uno de los acompañantes de Juan de Garay en su expedición desde Asunción al sur, y así fue uno de los fundantes de la Ciudad de Santa Fe, el 15 de noviembre de 1573. 
En 1580 encabezó la revolución de los mancebos, en la que los nacidos en la tierra americana ordenaron a los peninsulares retirarse, pues la ciudad, alegaban, había sido fundada por ellos. Lázaro fue uno de los que más animó a los criollos, disconformes con el gobierno de la ciudad, y las reuniones se hicieron en su casa.
Si bien dicha revolución fue un éxito, inmediatamente hubo una contrarrevolución, y Lázaro fue asesinado en su propia casa, y su cadáver despedazado.
Algunos historiadores consideran a esta como la primera revuelta independentista en suelo argentino. 
Una calle de trazado discontinuo lo recuerda en la ciudad de Santa Fe, en los barrios 9 de Julio y María Selva. En la ciudad de Buenos Aires igualmente, una calle lleva su nombre en el barrio de Boedo.

## Fuente
- Los siete jefes, en el Historiador. Consultado el 02/01/2011. (director general: Felipe Pigna).
- Cutolo, V. O. (1994). Buenos Aires: Historia de las calles y sus nombres. Buenos Aires: Elche. ISBN 950-99212-0-3.

- Datos: Q5985298